# ماثيو روز
ماثيو روز (بالإنجليزية: Matthew Rose)‏ (24 سبتمبر 1975 في المملكة المتحدة - ) هو لاعب كرة قدم بريطاني في مركز الدفاع. لعب مع كوينز بارك رينجرز ونادي أرسنال ويوفل تاون.

## وصلات خارجية
- ماثيو روز على موقع قاعدة بيانات كرة القدم.إي يو (الإنجليزية)
- ماثيو روز على موقع Soccerbase.com (لاعب) (الإنجليزية)
- ماثيو روز على موقع عالم كرة القدم.نت (الإنجليزية)